# Gomphocarpus integer
Gomphocarpus integer är en oleanderväxtart som först beskrevs av Nicholas Edward Brown, och fick sitt nu gällande namn av Arthur Allman Bullock. Gomphocarpus integer ingår i släktet Gomphocarpus och familjen oleanderväxter. Inga underarter finns listade i Catalogue of Life.